# جیسون پرایس
جیسون پرایس (انگلیسی: Jason Price؛ زادهٔ ۱۲ آوریل ۱۹۷۷) بازیکن فوتبال اهل بریتانیا است.
از باشگاه‌هایی که در آن بازی کرده‌است می‌توان به باشگاه فوتبال گایزلی، باشگاه فوتبال سوانزی سیتی، باشگاه فوتبال ترانمره راورز، باشگاه فوتبال برنتفورد، باشگاه فوتبال والسال، باشگاه فوتبال اولدهام اتلتیک، باشگاه فوتبال هال سیتی، باشگاه فوتبال برادفورد سیتی، باشگاه فوتبال اوست تاون، باشگاه فوتبال مورکم، باشگاه فوتبال بارنت، باشگاه فوتبال دونکستر راورز، باشگاه فوتبال هرفورد یونایتد، باشگاه فوتبال میلوال، و باشگاه فوتبال کارلایل یونایتد اشاره کرد.
وی همچنین در تیم ملی فوتبال زیر ۲۱ سال ولز بازی کرده‌است.